# Mecklenburgische V
In die Gattung V, ab 1910 P 2 ordnete die Großherzoglich Mecklenburgische Friedrich-Franz-Eisenbahn Lokomotiven der Achsfolge 1B ein.

## Geschichte
Bei der Beschaffung der Lokomotiven orientierte man sich an den Normalien für die Preußische P 2 von 1877 (Musterblätter 15 und 16). Dabei erwarb die Mecklenburgische Friedrich-Franz-Eisenbahn in den Jahren 1884 und 1885 sechs Maschinen von Borsig und der Deutsch-Nordische Lloyd 1884 sechs Maschinen von Hanomag. 1887 folgte noch eine Lokomotive von Henschel. 
Die Lokomotiven der MFFE erhielten die Nummern 60 bis 65. Die Lokomotiven der Lloydbahn erhielten ursprünglich die Nummern 1 bis 7, nach der Verstaatlichung 1894 die Nummern 99 bis 105 und 1895 schließlich die Nummern 66 bis 72.
Die Lokomotiven waren gemeinsam mit den Gattungen P 31 und P 32 das Fundament für den Personenzugdienst der Mecklenburgischen Bahn. 
Die erste Lokomotive wurde 1914 ausgemustert. Die überwiegende Zahl der Lokomotiven wurde in den Jahren 1921 und 1922 ausgemustert. Vier Lokomotiven waren noch im Umzeichnungsplan der Deutschen Reichsbahn von 1923 enthalten und sollten die Nummern 34 7201 bis 34 7204 erhalten.

## Konstruktive Merkmale
Die Lokomotiven besaßen einen innenliegenden Vollblechrahmen. Der Langkessel war dreischüssig und die Rauchkammer erweitert. Der Dampfdom saß auf dem hinteren Schuss. Der Stehkessel war mit einem Ramsbottom-Sicherheitsventil ausgestattet. Die Maschinen waren mit einem kegeligen Prüsmann-Schornstein ausgestattet. 
Das waagerecht angeordnete Zweizylinder-Nassdampftriebwerk war außenliegend. Die Lokomotiven von Borsig hatten innenliegende, die anderen Maschinen außenliegende Schieberkästen und Allan-Steuerungen. Die Treibstangen wirkten auf die erste Kuppelachse. 
Die Federung erfolgte durch unter den Achsen liegende Blattfedern. Die Blattfedern der Laufachse lagen auf dem Lokomotivrahmen über dem Rad.
Die Lokomotiven besaßen eine Druckluftbremse der Bauart Schleifer. Der Sandkasten saß auf dem zweiten Kesselschuss und sandete die erste Kuppelachse.